# Paulo Cartaxo
Paulo Cartaxo, de nome completo Paulo José Martins Cartaxo (Barreiro, 24 de Setembro de 1954 - Lisboa, 26 de Março de 2002), foi um realizador de televisão português, que dirigiu diversos videoclipes, filmes publicitários, vídeos institucionais, genéricos ou apresentações e programas de televisão.
Começou a carreira como desenhador, mas rapidamente mudou de rumo para o meio audiovisual, tendo colaborado como assistente de realização e produtor em vários trabalhos da antiga empresa de produção para televisão e cinema Telecine. Foi também na Telecine que colaborou como designer para televisão em computador gráfico, tendo iniciado a sua carreira de realizador, dirigindo filmes publicitários, videoclipes de bandas e cantores portugueses e estrangeiros, filmes institucionais e programas de televisão.
Após o encerramento daquela empresa, chegou a trabalhar com todos os canais de televisão portugueses (RTP, SIC e TVI) e com a TPA - Televisão Popular de Angola, bem como com várias entidades públicas e privadas, na área dos filmes institucionais, publicidade e programas de televisão. Das entidades com que colaborou, destaca-se a Transgás e a Universidade Aberta, tendo dirigido para esta última, entre muitos outros trabalhos, uma série de documentários intitulada Medicina das Viagens, da autoria de Jorge Atouguia e outros.
Embora tenha morrido aos 48 anos, vítima de um ataque cardíaco, deixou ainda uma vasta obra audiovisual.